# Pakbeng
Pakbeng is een stadje in het westen van Laos. Het ligt aan de Mekong. De rivier stroomt uit het noorden vanuit Huay Xai richting Luang Prabang langs Pakbeng. De kleine stad is via een verharde weg bereikbaar vanuit Oudomxai aan de rivier de Nam Beng. Het personen- en vrachtverkeer vindt voornamelijk plaats over de Mekong en daarbij wordt vooral veel handel gedreven met Luang Prabang en de hoofdstad Vientiane ver in het zuiden.